# K-pop-együttesek listája (2000-es évek)
Ez a lista a 2000-es években debütált K-pop-együtteseket sorolja fel. 

## 2000
| Név                     | Név                          | Nem   | Ügynökség-kiadó                   | Feloszlott |
| Hivatalos átírt         | Hangul (magyaros)            | Nem   | Ügynökség-kiadó                   | Feloszlott |
| ----------------------- | ---------------------------- | ----- | --------------------------------- | ---------- |
| Ryanghyun Ryangha       | 량현량하 (Rjanghjon Rjangha) | férfi | JYP Entertainment                 | –          |
| Moon Child (MC the Max) | 문 차일드 (Mun Cshaildu)     | férfi | You & I Entertainment (2000–2007) | –          |
| Moon Child (MC the Max) | 문 차일드 (Mun Cshaildu)     | férfi | GM Planning Music & New (2012–)   | –          |
| Papaya                  | 파파야 (Phaphaja)            | nő    | Cream Entertainment               | 2002       |
| To-Ya                   | 투야 (Thuja)                 | nő    | N/A                               | 2001       |

## 2001
| Név             | Név                  | Nem   | Ügynökség-kiadó           | Feloszlott |
| Hivatalos átírt | Hangul (magyaros)    | Nem   | Ügynökség-kiadó           | Feloszlott |
| --------------- | -------------------- | ----- | ------------------------- | ---------- |
| Jewelry         | 쥬얼리 (Csjuolli)    | nő    | Star Empire Entertainment | —          |
| VoixCo          | 보이스코 (Poiszukho) | nő    | Jive Records              | 2002       |
| KISS            | 키스 (Khiszu)        | nő    | J-Entercom                | 2002       |
| M.I.L.K         | 밀크 (Milkhu)        | nő    | S.M. Entertainment        | 2003       |
| NAZCA           | 나스카 (Naszukha)    | nő    | N/A                       | 2004       |
| jtL             | 제이티엘 (Cseithiel) | férfi | Yejeon Media              | 2003       |
| 5tion           | 오션 (Oszjon)        | férfi | K Story Entertainment     | —          |

## 2002

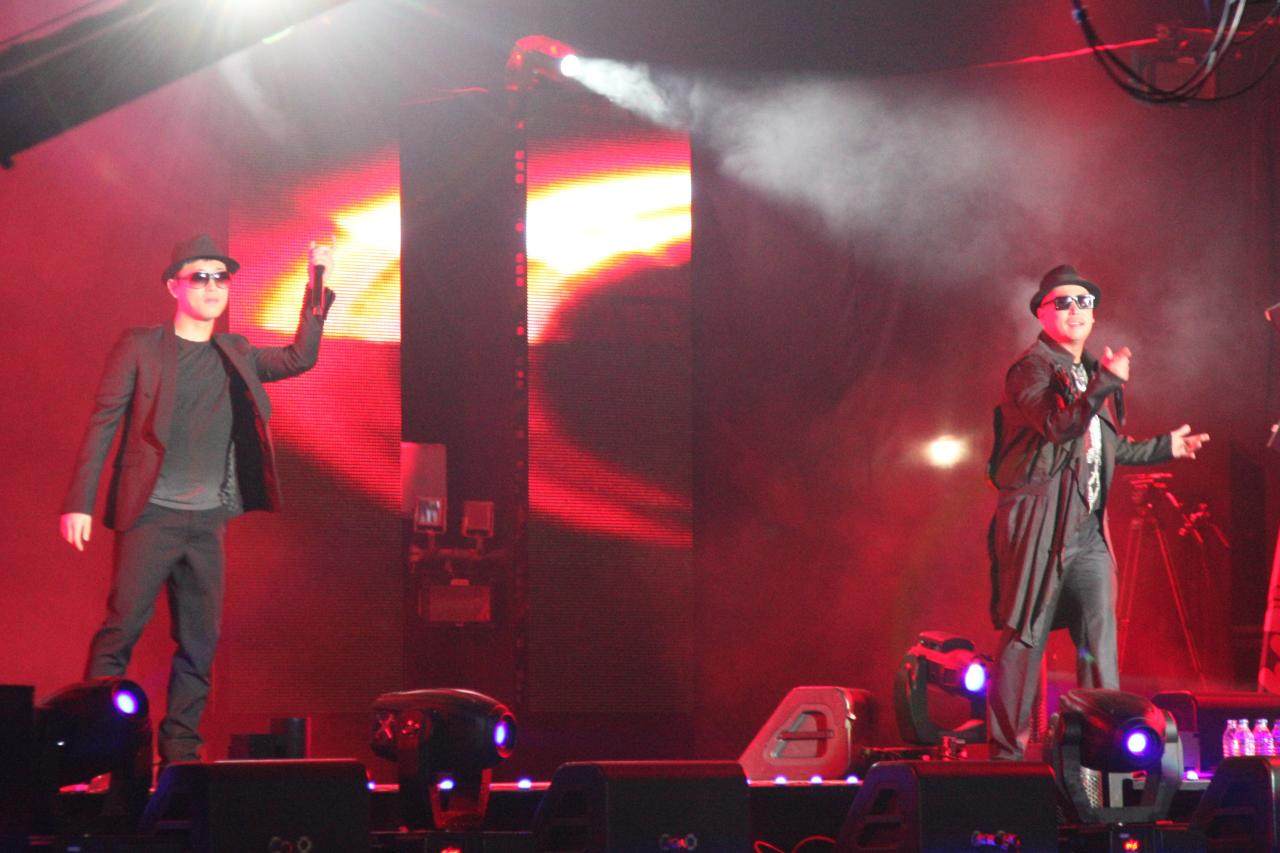
Leessang

| Név             | Név                          | Nem   | Ügynökség-kiadó                       | Feloszlott |
| Hivatalos átírt | Hangul (magyaros)            | Nem   | Ügynökség-kiadó                       | Feloszlott |
| --------------- | ---------------------------- | ----- | ------------------------------------- | ---------- |
| Sugar           | 슈가 (Sjuga)                 | nő    | Star World Entertainment              | 2006       |
| Black Beat      | 블랙 비트 (Pullek pithu)     | férfi | S.M. Entertainment                    | 2007       |
| Shinvi          | 신비 (Sinbi)                 | nő    | S.M. Entertainment                    | 2003       |
| SWI.T           | 스위티 (Szuvithi)            | nő    | YG Entertainment                      | 2005       |
| Leessang        | 리쌍 (Lisszang)              | férfi | Jungle Entertainment Leessang Company | —          |
| LUV             | 러브 (Lobu)                  | nő    | SidusHQ                               | 2003       |
| Isak N Jiyeon   | 이삭앤지연 (Iszak en Csijon) | nő    | S.M. Entertainment                    | 2004       |

## 2003

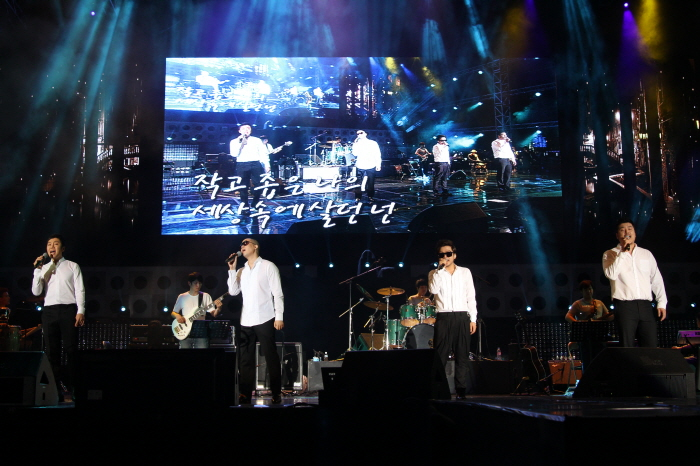
Browneyed Soul

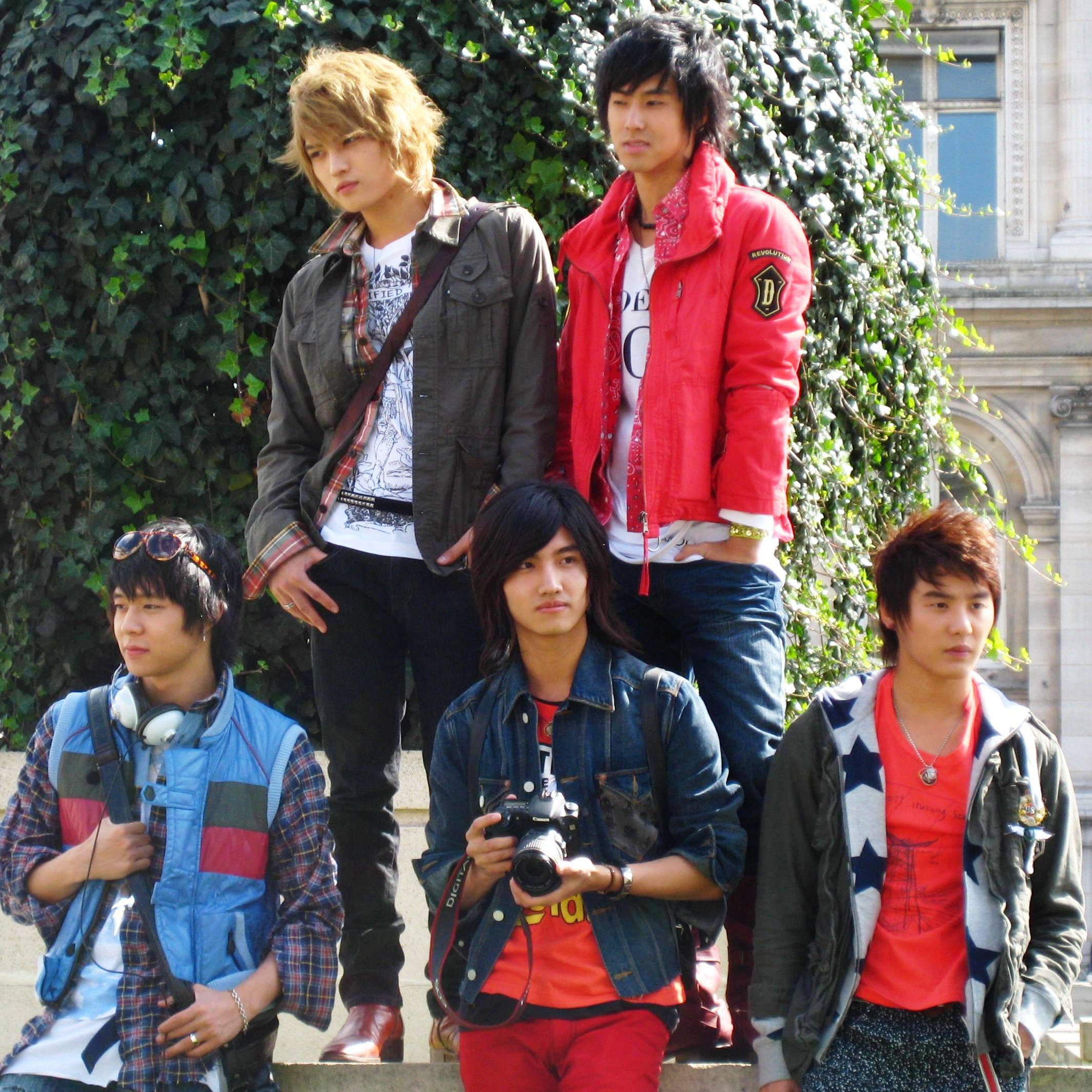
A TVXQ öt taggal

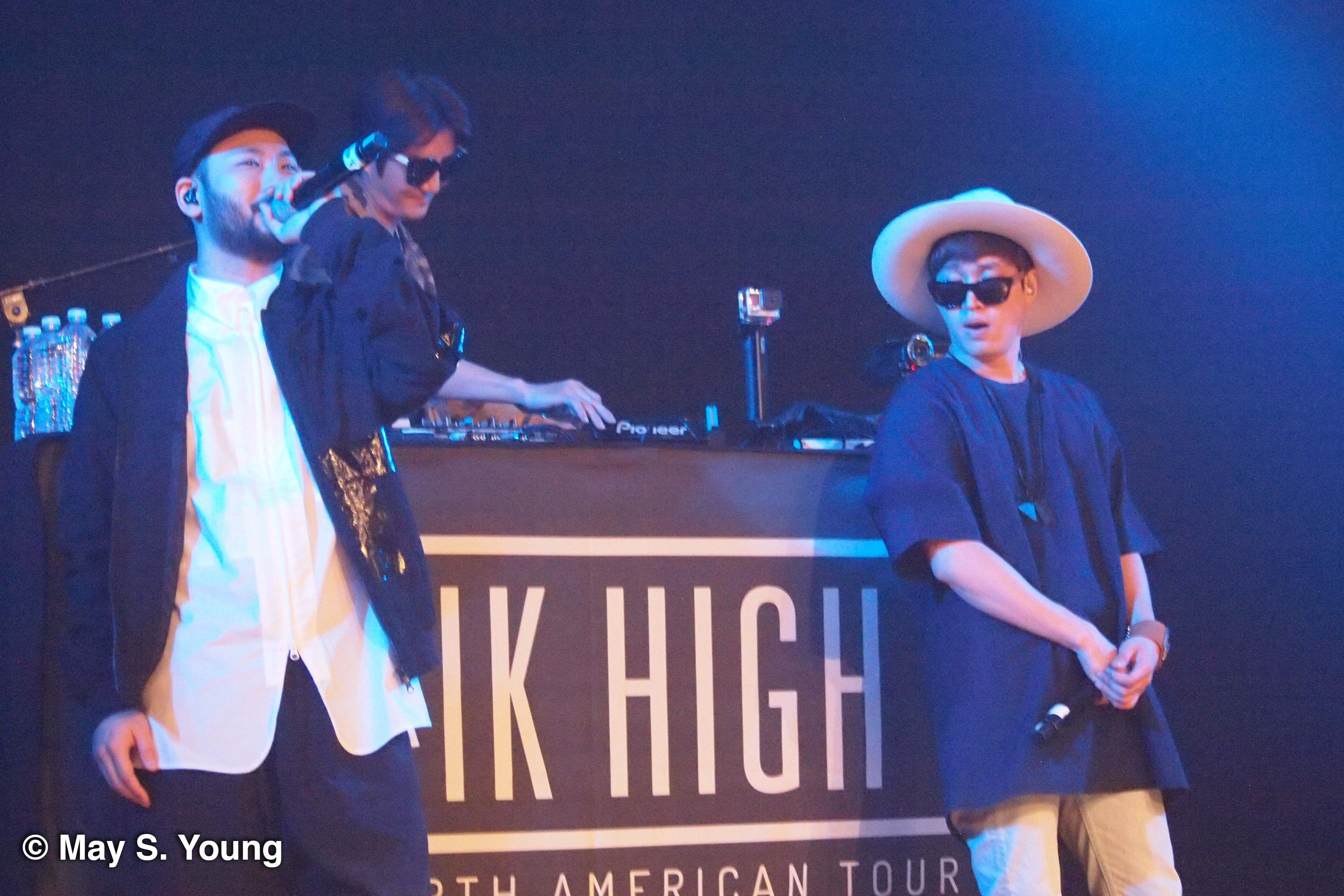
Epik High

| Név             | Név                                    | Nem   | Ügynökség-kiadó                   | Feloszlott |
| Hivatalos átírt | Hangul (magyaros)                      | Nem   | Ügynökség-kiadó                   | Feloszlott |
| --------------- | -------------------------------------- | ----- | --------------------------------- | ---------- |
| Brown Eyed Soul | 브라운 아이드 소울 (Buraun aidu szoul) | férfi | Santa Music                       | —          |
| Dynamic Duo     | 다이나믹듀오 (Tainamik tjuo)           | férfi | Amoeba Culture                    | —          |
| TVXQ            | 동방신기 Tongbangsingi                 | férfi | S.M. Entertainment                | —          |
| BUZZ            | 버즈 (Podzsu)                          | férfi | Yejeon Media A1 Entertainment     | —          |
| Epik High       | 에픽하이 (Ephik hai)                   | férfi | YG Entertainment (2012–)          | —          |
| Epik High       | 에픽하이 (Ephik hai)                   | férfi | Woollim Entertainment (2003–2011) | —          |
| Morning         | 모닝 (Moning)                          | nő    | N/A                               | 2004       |

## 2004
| Név             | Név                             | Nem   | Ügynökség-kiadó             | Feloszlott |
| Hivatalos átírt | Hangul (magyaros)               | Nem   | Ügynökség-kiadó             | Feloszlott |
| --------------- | ------------------------------- | ----- | --------------------------- | ---------- |
| Shyne           | 샤인 (Sjain)                    | nő    | DSP Media                   | 2007       |
| TRAX            | 트랙스 (Thurekszu)              | férfi | SM Entertainment            | —          |
| V.O.S           | 브이오에스 (Puioeszu)           | férfi | Star Empire Entertainment   | —          |
| SG Wannabe      | SG 워너비 (SG Vanobi)           | férfi | IS Entermedia Group (2009–) | —          |
| SG Wannabe      | SG 워너비 (SG Vanobi)           | férfi | Mnet Media (2004–2009)      | —          |
| Vanilla Unity   | 바닐라 유니티 (Panilla junithi) | férfi | Gom Entertainment           | —          |

## 2005

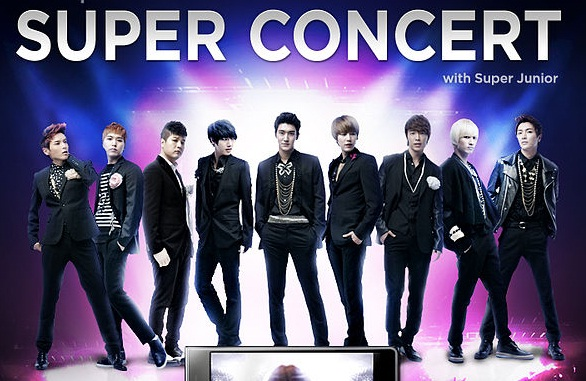
Super Junior

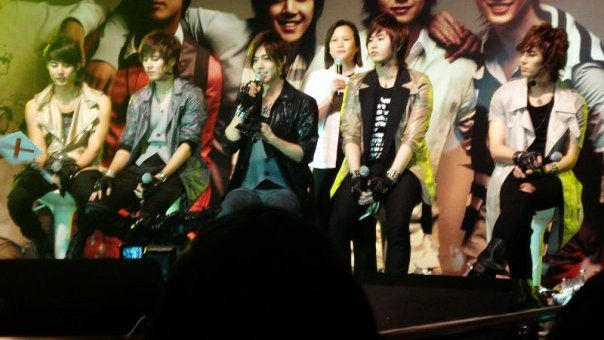
SS501

| Név              | Név                                | Nem    | Ügynökség-kiadó                                 | Feloszlott |
| Hivatalos átírt  | Hangul (magyaros)                  | Nem    | Ügynökség-kiadó                                 | Feloszlott |
| ---------------- | ---------------------------------- | ------ | ----------------------------------------------- | ---------- |
| The GRACE (CSJH) | 천상지희 (Cshonszangdzsihi)        | nő     | S.M. Entertainment                              | —          |
| SS501            | 더블에스오공일 (Tobureszu ogongil) | férfi  | DSP Media (2005–2010)                           | —          |
| Soul Star        | 소울 스타 (Szoul szutha)           | férfi  | N.A.P Entertainment (2011–)                     | —          |
| Soul Star        | 소울 스타 (Szoul szutha)           | férfi  | SidusHQ (2007–2011)                             | —          |
| Soul Star        | 소울 스타 (Szoul szutha)           | férfi  | YG Entertainment (2005–2007)                    | —          |
| LPG              | 엘피지 (Elphidzsi)                 | nő     | Chan2 Productions                               | —          |
| Paran            | 파란 (Pharan)                      | férfi  | NH Media                                        | 2011       |
| Perfume          | 퍼퓸 (Phophjum)                    | nő     | TTM Entertainment                               | 2006       |
| Redsox           | 레드삭스 (Reduszakszu)             | nő     | CJ Music Corporation                            | 2006       |
| i-13             | 아이써틴 (Ai sszothin)             | nő     | Lime Entertainment                              | 2006       |
| Super Junior     | 슈퍼주니어 (Szjuphodzsunio)        | férfi  | S.M. Entertainment                              | —          |
| Monday Kiz       | 먼데이 키즈 (Mondei khidzsu)       | férfi  | CAN Entertainment                               | —          |
| Norazo           | 노라조 (Noradzso)                  | férfi  | Winning InSight Entertainment Norazo Production | —          |
| Gavy NJ          | 가비 엔제이 (Kabi endzsei)         | nő     | Goodberry Entertainment                         | —          |
| M3               | 엠쓰리 (Emsszuri)                  | vegyes | N/A                                             | 2006       |

## 2006

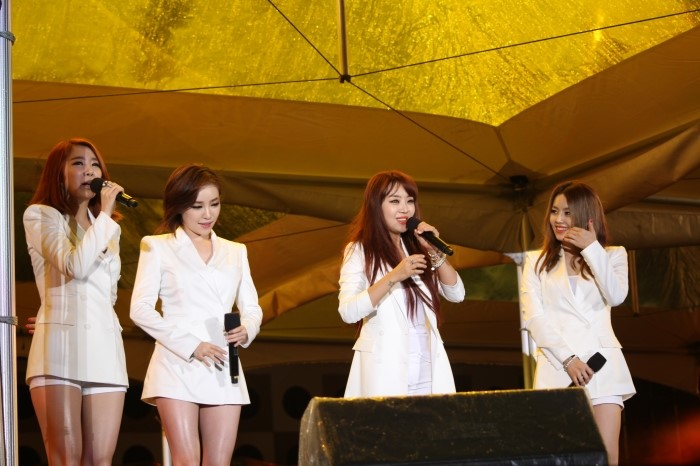
Brown Eyed Girls

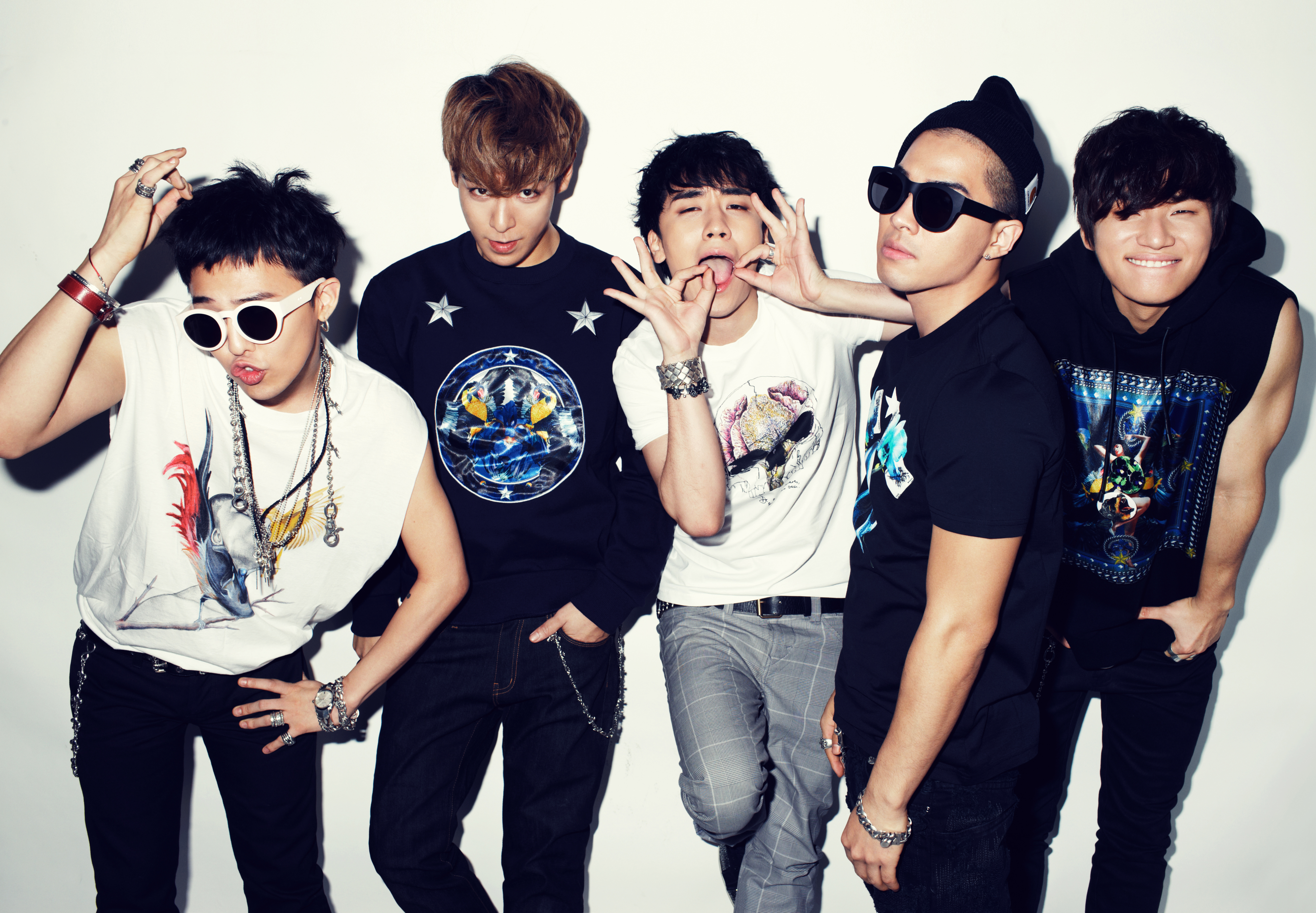
Big Bang

| Név              | Név                                     | Nem    | Ügynökség-kiadó                        | Feloszlott |
| Hivatalos átírt  | Hangul (magyaros)                       | Nem    | Ügynökség-kiadó                        | Feloszlott |
| ---------------- | --------------------------------------- | ------ | -------------------------------------- | ---------- |
| Brown Eyed Girls | 브라운 아이드 걸스 (Puraun aidu kolszu) | nő     | Nega Network LOEN Entertainment        | —          |
| SeeYa            | 씨야 (Ssija)                            | nő     | Core Contents Media                    | 2011       |
| Typhoon          | 타이푼 (Thaiphun)                       | vegyes | Trifecta Entertainment                 | 2010       |
| Big Bang         | 빅뱅 (Pikpeng)                          | férfi  | YG Entertainment                       | —          |
| Battle           | 배틀 (Pethul)                           | férfi  | Good Entertainment                     | 2010       |
| 2NB              | 투앤비 (Thuenbi)                        | nő     | 2B Entertainment Donuts Culture (2016) | (2012)     |
| Xing             | 씽 (Ssing)                              | férfi  | Xing Entertainment                     | 2009       |

## 2007

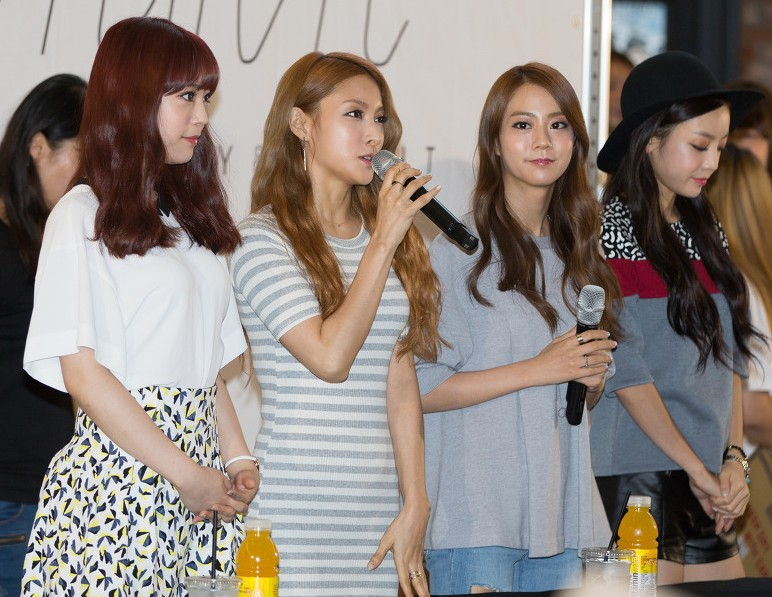
Kara

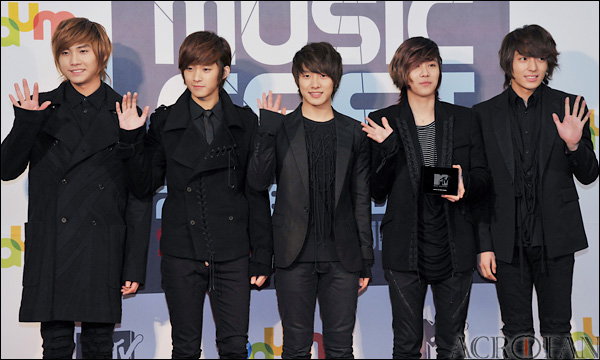
F.T. Island

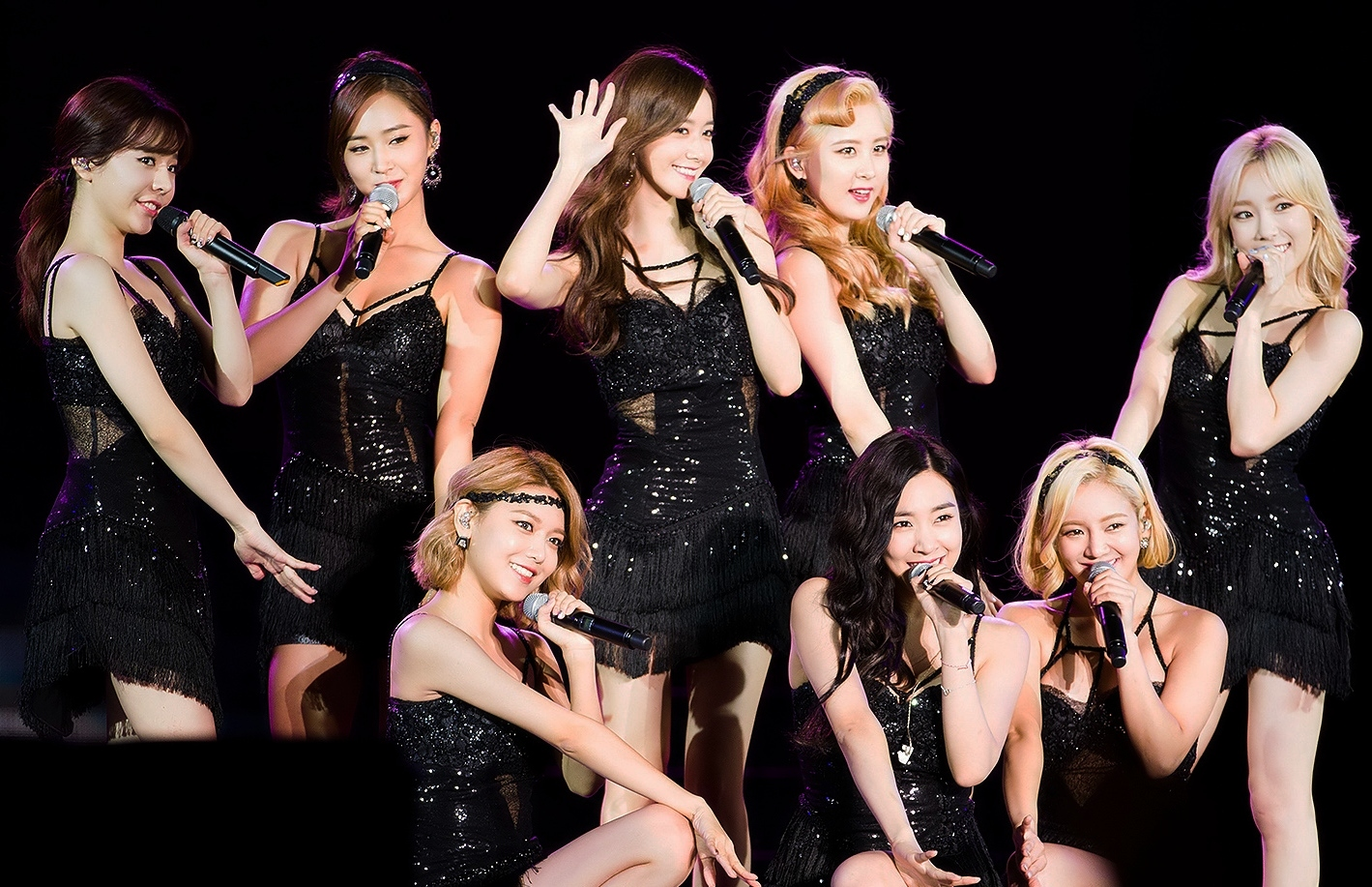
Girls’ Generation

| Név                      | Név                                  | Nem    | Ügynökség-kiadó            | Feloszlott |
| Hivatalos átírt          | Hangul (magyaros)                    | Nem    | Ügynökség-kiadó            | Feloszlott |
| ------------------------ | ------------------------------------ | ------ | -------------------------- | ---------- |
| Code-V                   | 코드브이 (Khodubui)                  | férfi  | PQM                        | —          |
| Five Girls               | 오소녀 (Oszonjo)                     | nő     | Good Entertainment         | 2008       |
| Black Pearl              | 블랙펄 (Pullekphol)                  | nő     | Core Contents Media        | 2012       |
| Baby Vox Re.V            | 베이비 복스 리브 (Peibi pokszu lebu) | nő     | DR Music                   | 2009       |
| Wonder Girls             | 원더걸스 (Vondogolszu)               | nő     | JYP Entertainment          | 2017       |
| KARA                     | 카라 (Khara)                         | nő     | DSP Media                  | 2016       |
| F.T. Island              | 에프티 아일랜드 (Ephuthi aillendu)   | férfi  | FNC Music                  | —          |
| Girls’ Generation (SNSD) | 소녀시대 (Szonjoside)                | nő     | S.M. Entertainment         | —          |
| Sunny Hill               | 써니힐 (Sszonihil)                   | vegyes | LOEN Entertainment (2009–) | —          |
| Sunny Hill               | 써니힐 (Sszonihil)                   | vegyes | Nega Network (2007–2009)   | —          |
| Supernova                | 초신성 (Cshosinszong)                | férfi  | Mnet Media                 | —          |
| 8Eight                   | 에이트 (Eithu)                       | vegyes | Source Music               | —          |
| T-Max                    | 티맥스 (Thimekszu)                   | férfi  | Planet 905                 | 2011       |
| Tritops                  | 트리탑스 (Thurithapszu)              | férfi  | JSPrime Entertainment      | —          |
| Miss $                   |                                      | nő     | Brand New Music            | —          |

## 2008

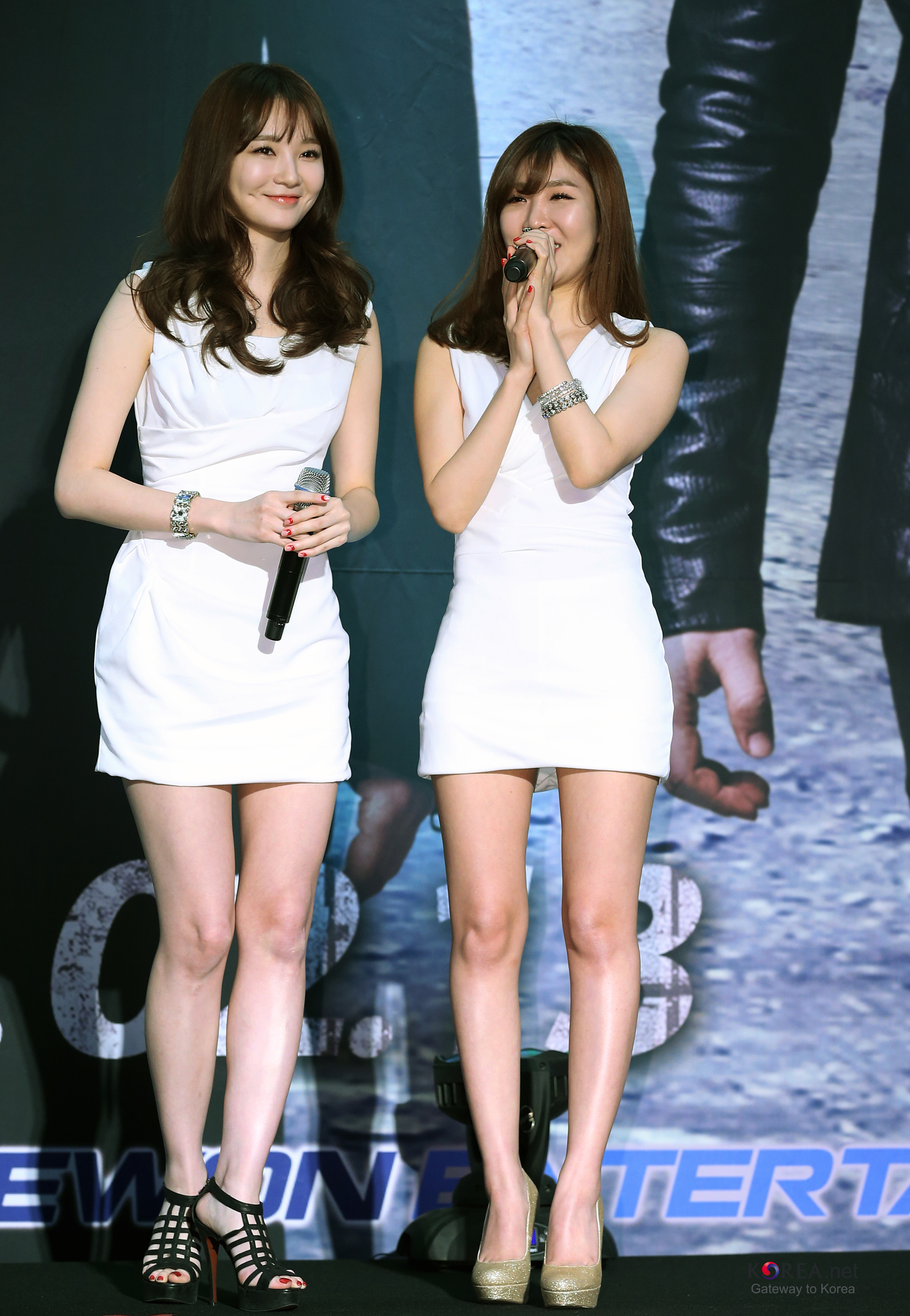
Davichi

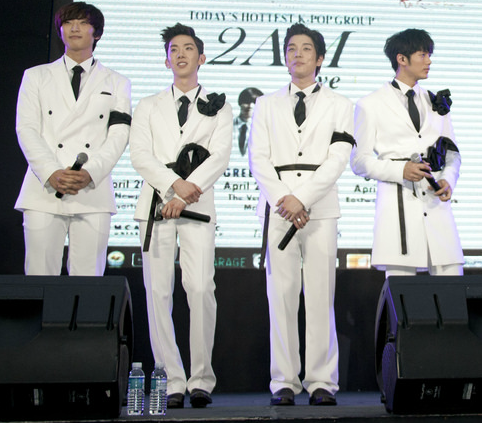
2AM

| Név             | Név                           | Nem   | Ügynökség-kiadó                         | Feloszlott |
| Hivatalos átírt | Hangul (magyaros)             | Nem   | Ügynökség-kiadó                         | Feloszlott |
| --------------- | ----------------------------- | ----- | --------------------------------------- | ---------- |
| Davichi         | 다비치 (Tabicshi)             | nő    | Core Contents Media                     | —          |
| SHINee          | 샤이니 (Sjaini)               | férfi | S.M. Entertainment                      | —          |
| 2AM             | 투에이엠 (Thueiem)            | férfi | JYP Entertainment Big Hit Entertainment | —          |
| 2PM             | 투피엠 (Thuphiem)             | férfi | JYP Entertainment                       | —          |
| A'st1           | 에이스타일 (Eiszuthail)       | férfi | DSP Media                               | 2009       |
| Mighty Mouth    | 마이티 마우스 (Maithi mauszu) | férfi | 101 Entertainment                       | —          |
| DNT             | 디엔티 (Tienthi)              | férfi | Orange Entertainment (2008–2012)        | —          |
| U-KISS          | 유키스 (Jukhiszu)             | férfi | NH Media                                | —          |
| SM☆SH           | 스매시 (Szumesi)              | férfi | TN Entertainment                        | —          |
| Untouchable     | 언터쳐블 (Onthocshjobul)      | férfi | TS Entertainment                        | —          |

## 2009

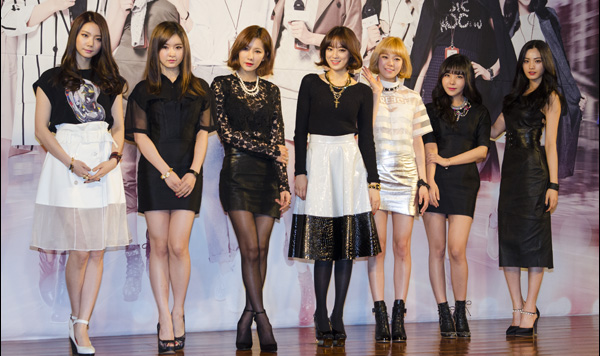
After School

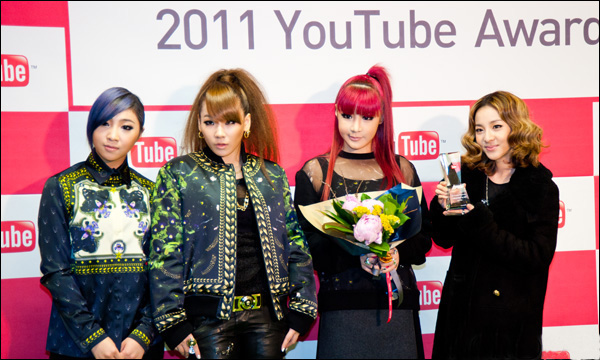
2NE1

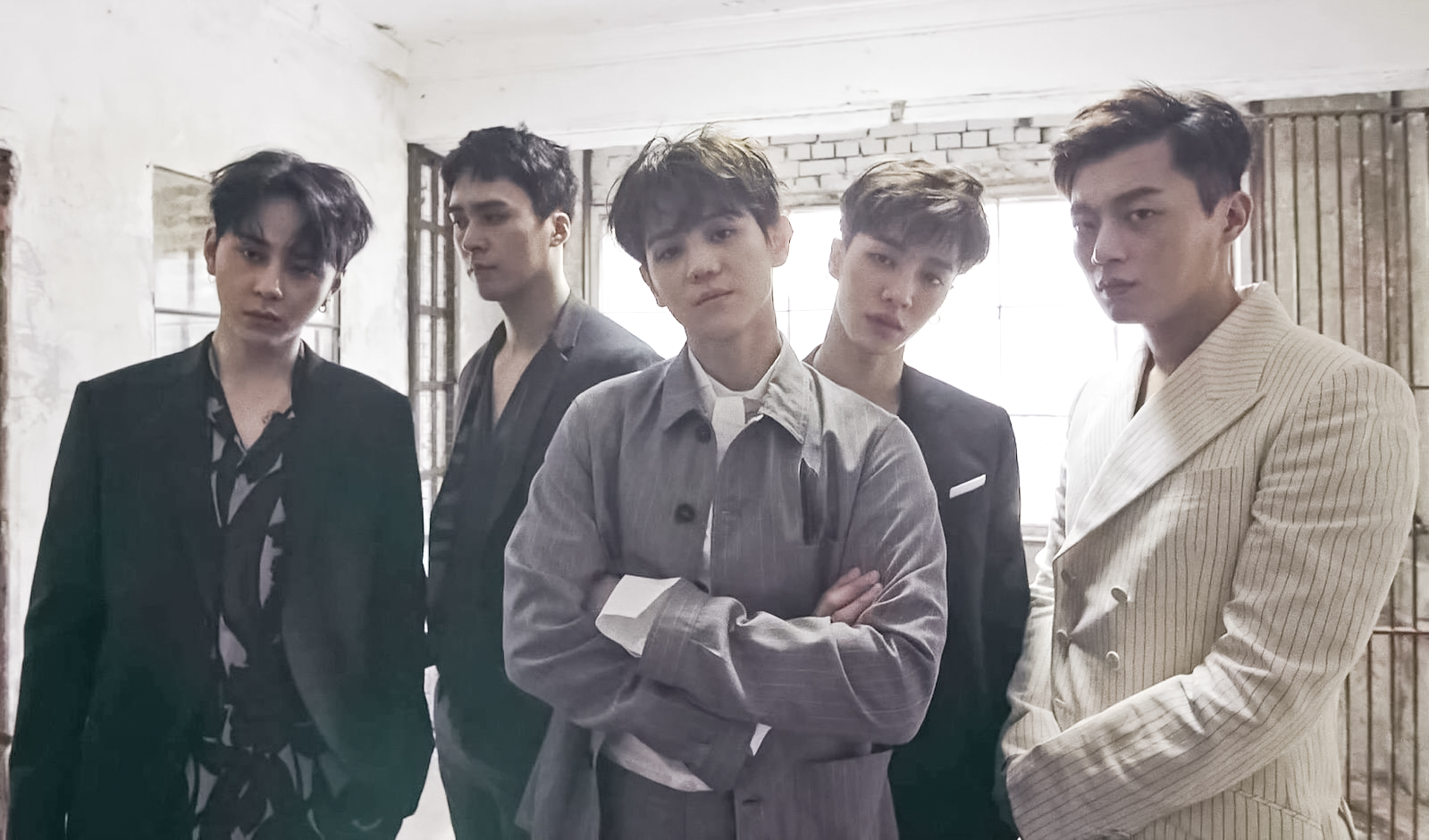
Highlight, korábban Beast

| Név                        | Név                              | Nem    | Ügynökség-kiadó                                                | Feloszlott |
| Hivatalos átírt            | Hangul (magyaros)                | Nem    | Ügynökség-kiadó                                                | Feloszlott |
| -------------------------- | -------------------------------- | ------ | -------------------------------------------------------------- | ---------- |
| Supreme Team               | 슈프림팀 (Szjuphurimthim)        | férfi  | Amoeba Culture                                                 | —          |
| Brand New Day              | 브랜뉴데이 (Purennjudei)         | nő     | Wannabe Management Castle J Entertainment                      | —          |
| HAM                        | 햄 (Hem)                         | nő     | Leeyeon Entertainment                                          | 2012       |
| Lady Collection            | 레이디컬렉션 (Reidi kholleksjon) | 3      | Lion Media                                                     | 2011       |
| B2Y                        | 비투와이 (Pithuvai)              | vegyes | 투비컨티뉴그룹 To Be Continue Group                            | 2010       |
| After School               | 애프터 스쿨 (Ephutho szukhul)    | nő     | Pledis Entertainment                                           | —          |
| Jumper                     | 점퍼 (Csompho)                   | férfi  | T.O.P Media                                                    | 2011       |
| 2NE1                       | 투애니원 (Thuenivon)             | nő     | YG Entertainment                                               | 2016       |
| 4Minute                    | 포미닛 (Phominit)                | nő     | Cube Entertainment                                             | 2016       |
| T-ara                      | 티아라 (Thiara)                  | nő     | Core Contents Media                                            | —          |
| f(x)                       | 에프엑스 (Ephuekszu)             | nő     | S.M. Entertainment                                             | —          |
| MBLAQ                      | 엠블랙 (Embullek)                | férfi  | J.Tune Camp                                                    | —          |
| BEAST (2017-től Highlight) | 비스트 (Piszuthu)                | férfi  | Cube Entertainment (2009–2016) Around US Entertainment (2017–) |            |
| JQT                        | 제이큐티 (Cseikhjuthi)           | nő     | GP Entertainment                                               | 2012       |
| Secret                     | 시크릿 (Sikhurit)                | nő     | TS Entertainment                                               | —          |
| Rainbow                    | 레인보우 (Reinbou)               | nő     | DSP Media                                                      | 2016       |
| Jewelry S                  | 쥬얼리 S (Csjuolli)              | nő     | Star Empire Entertainment                                      | —          |
| December                   | 디셈버 (Tiszembo)                | férfi  | CS Happy                                                       | —          |
| SHU-I                      | 슈아이 (Sjuai)                   | férfi  | Yejeon Media Avex Trax                                         | 2015       |